# Schild (sterrenbeeld)

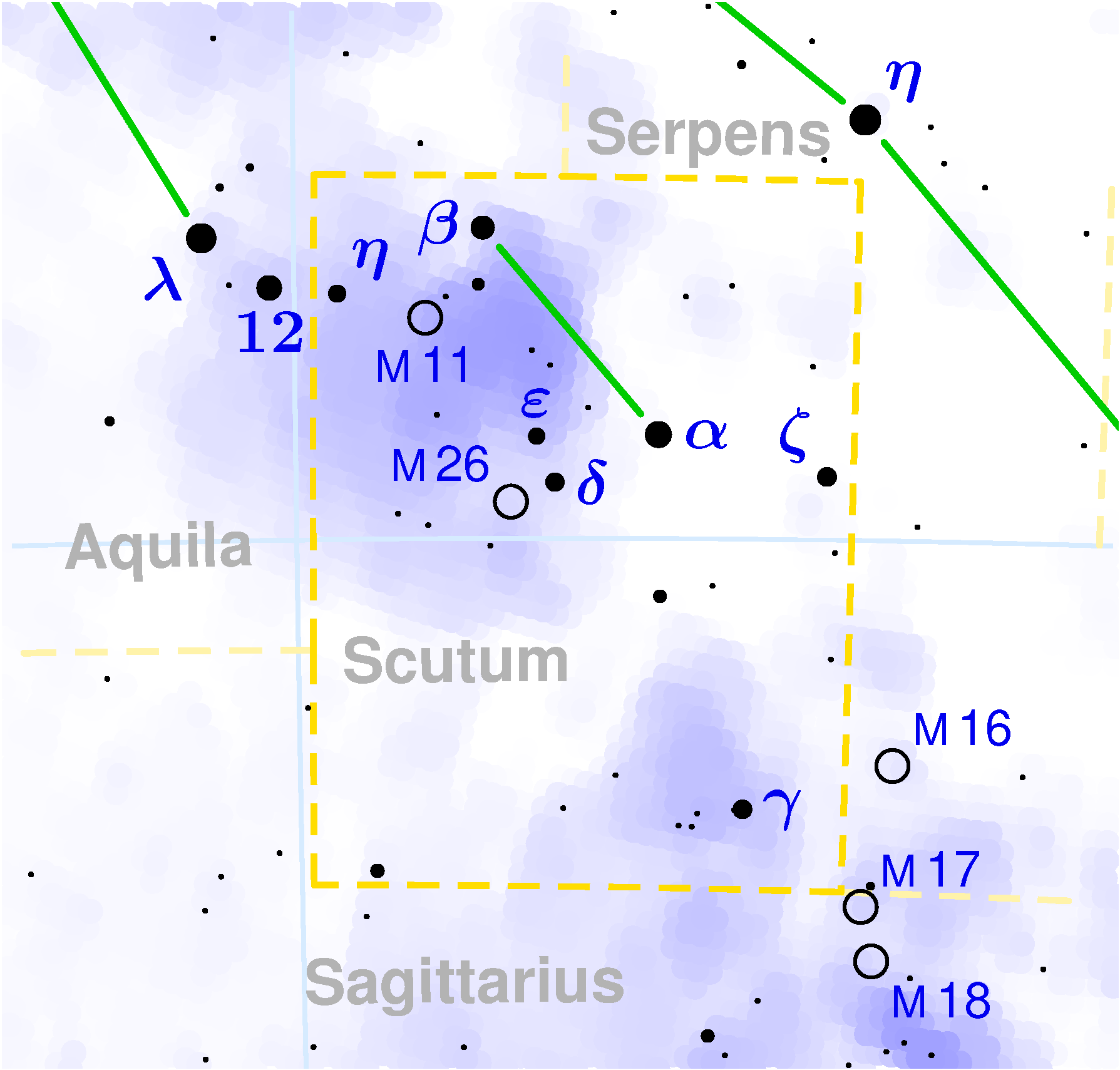
Kaart van het sterrenbeeld Schild.

Schild (Scutum, ook wel Scutum Sobieskii, afkorting Sct) is een klein sterrenbeeld in de Melkweg, liggende in de buurt van de hemelequator tussen 18u18m en 18u56m rechte klimming en -4° en -16° declinatie.
Tot de 17e eeuw maakten deze sterren deel uit van het -later verworpen- sterrenbeeld Antinous, maar Jan Hewelcke van Danzig (Johannes Hevelius) hernoemde het naar zijn broodheer koning Jan III Sobieski van Polen.

## Sterren
Het sterrenbeeld heeft geen heldere sterren, de helderste, alpha Scuti, heeft magnitude 3,85.

## Telescopisch waarneembare objecten

### New General Catalogue(NGC)
NGC 6625, NGC 6631, NGC 6639, NGC 6649, NGC 6655, NGC 6664, NGC 6682, NGC 6683, NGC 6694, NGC 6704, NGC 6705, NGC 6712

### Index Catalogue (IC)
IC 1287, IC 1295, IC 4768

## Wat is er verder te zien?
In dit sterrenbeeld bevindt zich een zeer rijk gebied in de Melkweg. Twee open sterrenhopen die voorkomen op de lijst van messierobjecten zijn de Wilde eendcluster (M11) en M26.

## Begrenzing
Van de door Eugène Delporte en de Internationale Astronomische Unie (IAU) vastgelegde begrenzingen rond de 88 erkende sterrenbeelden heeft de begrenzing rond het sterrenbeeld Schild de eenvoudigste en geometrisch meest herkenbare vorm. Delporte koos voor de begrenzing bestaande uit slechts 4 zijden. Dit soort begrenzing is ook te zien rond de sterrenbeelden Grote Hond, Kameleon, Microscoop, Sextant, Telescoop, Vliegende Vis, Zuiderkroon, Zuiderkruis en Zuidervis.

## Aangrenzende sterrenbeelden
(met de wijzers van de klok mee)
- Slang (Serpens)
- Boogschutter (Sagittarius)
- Arend (Aquila)